# David Brown
David McDowell Brown (Condado de Arlington, 16 de abril de 1956 – Texas, 1 de fevereiro de 2003) foi um astronauta norte-americano que morreu em seu primeiro voo espacial como tripulante da nave Columbia, desintegrada no retorno à Terra em fevereiro de 2003.
Formado em biologia e medicina, Brown entrou para a Marinha dos Estados Unidos depois de fazer a residência médica e após o treinamento como cirurgião de voo foi designado como Diretor do Departamento Médico do Hospital da Marinha em Adak, no Alasca. Em 1988, após servir no porta-aviões USS Carl Vinson, ele tornou-se o primeiro cirurgião de voo a ser selecionado para treinamento como piloto em dez anos, sendo o primeiro classificado em sua classe, e tornando-se aviador naval em 1990, com especialização em porta-aviões.
Selecionado para a NASA em 1996,  Brown passou dois anos treinando como astronauta no Centro Espacial Lyndon B. Johnson, no Texas, qualificando-se como especialista de missão, passando a trabalhar no desenvolvimento de suportes de cargas para a Estação Espacial Internacional.
Em 16 de janeiro de 2003, Brown subiu ao espaço como integrante da missão STS-107 na nave Columbia, que passou 16 dias em órbita, dedicada a experiências científicas e de pesquisa. Trabalhando 24 horas por dia em turnos, a tripulação realizou mais de oitenta experimentos no espaço. Ao fim da missão, entretanto, em 1 de fevereiro de 2003, o Columbia desintegrou-se na reentrada da atmosfera, matando David Brown e toda a tripulação da espaçonave nos céus do estado do Texas.
O asteroide 51825 Davidbrown foi designado em sua homenagem.